# Zole
La zole (prononcer tsoueulè; API: zuo͡lɛ), ou zolīte – forme diminutive –, est un jeu de cartes traditionnel letton pratiqué par trois joueurs avec un jeu de 32 cartes réduit à 26 par le retrait des sept et huit dans les trois couleurs pique, trèfle et cœur. Il appartient à une famille de jeu de cartes originaire d'Europe centrale dont le plus connu est le Skat allemand. Le mot zole signifie semelle. Les règles de la zole peuvent varier légèrement d'un groupe de joueurs à un autre.

## Caractéristiques
La zole est un jeu de levées à contrats pour trois joueurs. Celui qui choisit un contrat joue seul contre les deux autres. Le premier est appelé déclarant et les derniers opposants. La détermination du gain ou de la perte d'un coup se fait non pas sur le nombre de levées réalisées mais sur celui des points qu'elles contiennent.
Ce qui particularise le plus les jeux de la même famille, c'est la disproportion entre le nombre des atouts et celui des cartes normales. Les atouts sont plus nombreux par l'adjonction aux cartes d'une couleur déterminée pour être atout, de cartes provenant des trois autres couleurs et qui sont soit des dames, soit des valets, soit les deux types de cartes comme à la zole. Ces dames et/ou valets sont les plus forts atouts. À l'exception de ces atouts particuliers c'est, dans chacune des couleurs, l'as qui vient en tête suivi du 10.
Le fait de positionner des cartes d'une autre couleur que celle choisie pour atout, comme atouts majeurs, a été pratiqué depuis le XVIIe siècle dans le jeu de l'hombre qui est le précurseur des jeux de levées à contrats. Dans celui-ci, le valet de pique est toujours le plus fort atout et le valet de trèfle le troisième, indépendamment de la couleur choisie pour atout.

## Ordre des cartes
À la zole, les atouts sont déterminés arbitrairement. Leur couleur ne peut être ni choisie par un joueur, ni déterminée par une retourne. Ils sont au nombre de 14 et constitués des cartes en carreau, et des dames et valets des trois autres couleurs.
Dans l'ordre décroissant, les dames viennent en tête, suivies des valets et du restant des carreaux. Les dames et les valets sont respectivement classés selon une hiérarchie descendante des couleurs (trèfle, pique, cœur, carreau). Le restant des carreaux suivent le valet de carreau, dans l'ordre as, dix, roi, neuf, huit, sept.
|  |  |  |  |  |  |  |  |

|  |  |  |  |  |  |

L'ordre décroissant des cartes pour les autres couleurs est as, dix, roi et neuf ; le sept et le huit étant absents de ces couleurs. Il n'y a pas de hiérarchie des couleurs en dehors de l'atout.
|  |  |  |  |

Le jeu de cartes ainsi constitué, se partage entre 14 atouts et seulement 12 cartes ordinaires.

## Valeur des cartes
Qu'elle soit d'atout ou de couleur ordinaire une carte vaut le même nombre de points qui ne dépend que de son type :
- as = 11 points,
- dix = 10 points,
- roi = 4 points,
- dame = 3 points,
- valet = 2 points,
- neuf, huit ou sept = 0 point.

Ces points, comptabilisés à la fin d'un coup dans les levées du déclarant, servent à déterminer les gains ou pertes de chacun des joueurs.
Le total des points contenus dans le jeu de cartes est égal à 120.

## Distribution des cartes, talon
Le jeu de cartes est mélangé, puis le premier donneur est déterminé au hasard — par exemple, chaque joueur tire une carte du jeu et celui des trois qui obtient la plus faible est le premier donneur. Au coup suivant, le nouveau donneur sera le joueur placé à gauche du précédent.
Le donneur reprend toutes les cartes, les mélange, les donne à couper au joueur placé à sa droite, puis il en distribue huit à chaque joueur en commençant par le joueur placé à sa gauche et dans le sens des aiguilles d'une montre — quatre cartes à chacun dans un premier tour, puis deux cartes faces cachées au milieu de la table, et enfin encore quatre à chacun dans un deuxième tour. Les deux cartes au milieu de la table constituent le talon qui sera l'objet des contrats.

## Contrats
Le déclarant peut souscrire deux types de contrats :
- prendre : il prend les cartes du talon pour les joindre à sa main, puis fait son écart en se défaussant de deux cartes de son choix qu'il garde, faces cachées, devant lui. L'écart sera comptabilisé avec ses levées.
- zole : il ne regarde pas les cartes du talon qu'un des opposants place devant lui faces cachées. Le talon reste ainsi caché aux yeux de tous jusqu'à la fin du coup où il sera comptabilisé avec les levées des opposants.

Pour déclarer que l'on jouera seul, après la distribution des cartes, le joueur à gauche du donneur se prononce le premier. Il peut passer la parole à son voisin de gauche, ou annoncer son contrat en disant soit « je prends », soit « zole ». Dès qu'un joueur déclare ainsi un contrat, il joue seul contre les deux autres — il est le déclarant jouant contre les deux opposants. Les opposants jouent en équipe et n'ont comme adversaire que le déclarant. Les opposants n'ont le droit de communiquer ni par la parole, ni par le geste durant le coup qui se termine avec la huitième levée.
Il n'y a pas de possibilité d'enchérir en déclarant un contrat supérieur — si un joueur a déclaré seulement prendre, un suivant ne peut pas monter en déclarant zole.
Si les trois joueurs passent, le coup n'est pas joué et le joueur placé à gauche du dernier donneur distribue à nouveau les cartes. Chaque fois que les trois joueurs passent, on le note sur un papier. Ce nombre de coups non joués déterminera celui des points de marque supplémentaires attribués au prochain gagnant, selon une procédure décrite dans le chapitre Marque.

## Jeu de la carte
Le joueur à gauche du donneur avance une carte de sa main à sa convenance. Les deux autres joueurs, dans le sens des aiguilles d'une montre, jouent à leur tour une carte de la couleur demandée — celle de la première carte jouée — s'ils en possèdent au moins une. Un joueur qui ne possède pas de la couleur demandée peut jouer celle qu'il lui convient en renonçant — il joue une carte d'une autre couleur ordinaire — ou en coupant en jouant un atout. La levée est faite par celui qui a joué le plus haut atout ou à défaut celui qui a joué la plus haute carte de la couleur demandée. Celui qui a fait la levée a la main et jouera le premier pour la levée suivante. Le jeu continue ainsi jusqu'à ce que les huit levées aient été jouées, ce qui constitue un coup.

## Marque
Après chaque coup, on fait le compte des points contenus dans les levées du déclarant en y ajoutant ceux de son éventuel écart. Le résultat détermine les points marqués sur le coup, en positif ou négatif, par chacun des joueurs. Pour remplir son contrat le déclarant doit faire plus de 60 points de levées.
Le montant de la marque dépend à la fois de la nature du contrat et du nombre de points de levées réalisés par le déclarant.
1. Marque dans un contrat en prenant (en écartant) :
| Déclarant (points de levées et d'écart) | Déclarant | Opposant 1 | Opposant 2 |
| --------------------------------------- | --------- | ---------- | ---------- |
| toutes les levées                       | +6        | -3         | -3         |
| 91 à 120                                | +4        | -2         | -2         |
| 61 à 90                                 | +2        | -1         | -1         |
| 31 à 60                                 | -4        | +2         | +2         |
| 0 à 30                                  | -6        | +3         | +3         |
| aucune levée                            | -8        | +4         | +4         |

2. Marque dans un contrat de zole (sans écarter) :
| Déclarant (points de levées) | Déclarant | Opposant 1 | Opposant 2 |
| ---------------------------- | --------- | ---------- | ---------- |
| toutes les levées            | +14       | -7         | -7         |
| 91 à 120                     | +12       | -6         | -6         |
| 61 à 90                      | +10       | -5         | -5         |
| 31 à 60                      | -12       | +6         | +6         |
| 0 à 30                       | -14       | +7         | +7         |
| aucune levée                 | -16       | +8         | +8         |

3. Cas où les trois joueurs passent :
Dans le cas où aucun joueur ne veut jouer seul, 1 point de marque sera payé en supplément au prochain déclarant gagnant par chacun de ses opposants. Les points de passe sont notés à part sur la feuille de marque et sont payés un par un. Cependant ils ne sont jamais payés en cas de contrat de zole mais seulement en cas de contrat en prenant.

## Durée d'une partie
Une partie peut être achevée soit après un temps convenu entre les joueurs, soit dès qu'un joueur a marqué un nombre cumulé de points déterminé au début de la partie — le nombre de points dépend du temps de jeu que les joueurs se donnent et peut être, par exemple, fixé à 20. 

## Stratégie pour jouer à la zole
Une des difficultés de la zole vient du fait que les cartes qui valent le plus de points ne sont pas les huit atouts majeurs. Le déclarant jouant seul contre les deux opposants, réunis en équipe, doit trouver un moyen pour s'emparer d'un maximum de leurs cartes de fortes valeurs — les as et les dix — tout en préservant les siennes. Le fait que le déclarant joue rarement en dernier dans les levées vient compliquer sa tâche.